# Kupa na Bălgarija 1992-1993
La Coppa di Bulgaria 1992-1993 è stata l'11ª edizione di questo trofeo, e la 53ª in generale di una coppa nazionale bulgara di calcio, iniziata il 26 agosto 1992 e terminata il 2 giugno 1993.  Il CSKA Sofia ha vinto il trofeo per la quindicesima volta.

## Primo turno
| Squadra 1                | Risultato       | Squadra 2      |
| ------------------------ | --------------- | -------------- |
| 26 agosto 1992           |                 |                |
| Pavlikeni                | 1 – 1 (2-4 dtr) | Čavdar Byala   |
| Byala Reka Topolitsa     | 2 – 0           | Levski Lom     |
| Lokomotiv Dryanovo       | 4 – 1           | Botev Rogozen  |
| Minjor Chiprovtsi        | 3 – 0           | Chumerna Elena |
| Sportist General Toshevo | 2 – 0           | Preslav        |
| Vihar Nikolov            | 0 – 4           | Devnya         |
| Chirpan                  | 0 – 3           | Metalik Sopot  |
| Jebel                    | 3 – 0           | Tundzha Tenevo |
| Botev Gălăbovo           | 1 – 1 (2-1 dtr) | Karnobat       |

## Secondo turno
| Squadra 1                | Risultato | Squadra 2                  |
| ------------------------ | --------- | -------------------------- |
| 10 settembre 1992        |           |                            |
| Levski Lyaskovets        | 3 – 0     | Iskŭr Roman                |
| Gigant Saedinenie        | 3 – 0     | Kom Berkovica              |
| Minjor Chiprovtsi        | 2 – 1     | Vidima-Rakovski            |
| FK Levski                | 3 – 0     | Lokomotiv Mezdra           |
| Čavdar Byala             | 3 – 2     | Storgoziya Pleven          |
| Mizia Knezha             | 3 – 0     | Lokomotiv Dryanovo         |
| Sportist General Toshevo | 1 – 3     | Levski Glavinitsa          |
| Devnya                   | 4 – 2     | Kubrat                     |
| Byala Reka Topolitsa     | 5 – 3     | Septemvri Tervel           |
| Kaliakra                 | 5 – 1     | Zarya Krushari             |
| Ovech Provadia           | 3 – 0     | Černolomec Popovo          |
| Čern. Balčik             | 2 – 5     | Dulovo                     |
| Metalik Sopot            | 2 – 1     | Asenovec                   |
| Jambol                   | 0 – 3     | Botev Gălăbovo             |
| Minyor Radnevo           | 0 – 1     | Dimitrovgrad               |
| Borislav Parvomay        | 3 – 0     | Jebel                      |
| Rodopi Momchilgrad       | 3 – 0     | Pomorie                    |
| Arda Kărdžali            | 1 – 3     | Marica Plovdiv             |
| Bankya                   | 3 – 0     | Minjor Rudozem             |
| Mesta Khadzhidimovo      | 3 – 0     | Slivnishki Geroy Slivnitsa |
| Novi Iskar               | 2 – 1     | Strumska Slava             |
| Septemvri Sofia          | 1 – 2     | Akademik Sofia             |
| Velbažd                  | 3 – 0     | FK Svoboda Peshtera        |
| Čepinets                 | 0 – 6     | Vihren Sandanski           |

## Terzo turno
| Squadra 1            | Risultato   | Squadra 2         |
| -------------------- | ----------- | ----------------- |
| 23 settembre 1992    |             |                   |
| Levski Lyaskovets    | 7 – 6 (dts) | Gigant Saedinenie |
| Minjor Chiprovtsi    | 3 – 0       | FK Levski         |
| Čavdar Byala         | 3 – 0       | Mizia Knezha      |
| Levski Glavinitsa    | 2 – 1       | Kaliakra          |
| Byala Reka Topolitsa | 3 – 1       | Devnya            |
| Dulovo               | 2 – 3 (dts) | Ovech Provadia    |
| Velbažd              | 7 – 1       | Bankya            |
| Botev Gălăbovo       | 0 – 3       | Borislav Parvomay |
| Rodopi Momchilgrad   | 2 – 3       | Metalik Sopot     |
| Akademik Sofia       | 6 – 4 (dts) | Novi Iskar        |
| Mesta Khadzhidimovo  | 2 – 3       | Vihren Sandanski  |
| Marica Plovdiv       | 4 – 2       | Dimitrovgrad      |

## Quarto turno
| Squadra 1         | Totale | Squadra 2            | Andata | Ritorno     |
| ----------------- | ------ | -------------------- | ------ | ----------- |
| 7/21 ottobre 1992 |        |                      |        |             |
| Levski Lyaskovets | 0 – 4  | Minjor Pernik        | 0 - 1  | 0 - 3       |
| Čavdar Byala      | 0 – 5  | Spartak Plovdiv      | 0 - 0  | 0 - 5       |
| Ovech Provadia    | 0 – 6  | Minjor Chiprovtsi    | 0 – 3  | 0 – 3       |
| Hebăr Pazardžik   | 2 – 4  | Montana              | 1 - 1  | 1 - 3       |
| Nesebăr           | 2 – 5  | Rilski Sportist      | 2 - 2  | 0 – 3       |
| Spartak Pleven    | 1 – 3  | Bdin                 | 1 - 0  | 0 - 3       |
| Rozova Dolina     | 4 – 7  | Svetkavica           | 2 - 1  | 2 - 6       |
| Belasica Petrič   | 1 – 6  | Dunav Ruse           | 0 - 2  | 1 - 4       |
| Borislav Parvomay | 4 – 1  | Botev Vraca          | 3 - 0  | 1 - 1       |
| Liteks Loveč      | 7 – 0  | Neftohimik Burgas    | 3 - 0  | 4 - 0       |
| Akademic Svištov  | 3 – 4  | Černo More Varna     | 2 - 0  | 1 - 4 (dts) |
| Levski Glavinitsa | 3 – 7  | Byala Reka Topolitsa | 2 - 4  | 1 - 3       |
| Velbažd           | 0 – 4  | Šumen                | 0 - 1  | 0 - 3       |
| Lokomotiv Ruse    | 1 – 2  | Botev Novi Pazar     | 0 - 0  | 1 - 2       |

## Sedicesimi di finale
| Squadra 1            | Totale      | Squadra 2         | Andata | Ritorno |
| -------------------- | ----------- | ----------------- | ------ | ------- |
| 4/7 novembre 1992    |             |                   |        |         |
| Rilski Sportist      | 3 – 5       | Levski Sofia      | 1 - 1  | 2 - 4   |
| 7/14 dicembre 1992   |             |                   |        |         |
| Černo More Varna     | 3 – 2       | Lokomotiv Plovdiv | 1 - 0  | 2 - 2   |
| Slavia Sofia         | 0 – 3       | Liteks Loveč      | 0 - 3  | 0 - 0   |
| Lokomotiv Sofia      | 2 – 2 (gfc) | Beroe             | 1 - 0  | 1 - 2   |
| Spartak Plovdiv      | 1 – 4       | CSKA Sofia        | 1 - 1  | 0 - 3   |
| FK Černomorec Burgas | 3 – 0       | Marica Plovdiv    | 2 - 0  | 1 - 0   |
| Jantra Gabrovo       | 1 – 8       | Botev Plovdiv     | 1 - 5  | 0 - 3   |
| Pirin Blagoevgrad    | 2 – 1       | Minjor Pernik     | 1 - 0  | 1 - 1   |
| Dobrudža             | 2 – 2 (gfc) | Svetkavica        | 1 - 0  | 1 - 2   |
| Lokomotiv GO         | 1 – 1 (gfc) | Bdin              | 0 - 0  | 1 - 1   |
| Montana              | 11 – 0      | Minjor Chiprovtsi | 8 - 0  | 3 – 0   |
| Šumen                | 1 – 3       | FK Etăr           | 1 - 2  | 0 - 1   |
| Metalik Sopot        | 1 – 2       | Borislav Parvomay | 1 - 1  | 0 - 1   |
| Dunav Ruse           | 5 – 2       | Dorostol Silistra | 2 - 0  | 3 - 2   |
| Spartak Varna        | 1 – 3       | Haskovo           | 1 - 1  | 0 - 2   |
| Botev Novi Pazar     | 1 – 3       | Sliven            | 1 - 0  | 0 - 3   |

## Ottavi di finale
| Squadra 1            | Totale      | Squadra 2        | Andata | Ritorno     |
| -------------------- | ----------- | ---------------- | ------ | ----------- |
| 6/12 dicembre 1992   |             |                  |        |             |
| Dunav Ruse           | 2 – 2 (gfc) | Dobrudža         | 1 - 2  | 1 - 0       |
| FK Černomorec Burgas | 4 – 4 (gfc) | Haskovo          | 4 - 2  | 0 - 2       |
| Lokomotiv Sofia      | 2 – 4       | Levski Sofia     | 1 - 3  | 1 - 1       |
| CSKA Sofia           | 6 – 0       | Montana          | 5 - 0  | 1 - 0       |
| FK Etăr              | 5 – 2       | Černo More Varna | 5 - 1  | 0 - 1       |
| Liteks Loveč         | 4 – 5       | Lokomotiv GO     | 3 - 2  | 1 - 3       |
| Borislav Parvomay    | 3 – 4       | Sliven           | 1 - 2  | 2 - 2 (dts) |
| Pirin Blagoevgrad    | 1 – 2       | Botev Plovdiv    | 1 - 0  | 0 - 2 (dts) |

## Quarti di finale
| Squadra 1               | Totale | Squadra 2    | Andata | Ritorno |
| ----------------------- | ------ | ------------ | ------ | ------- |
| 24 marzo/7 aprile 1993  |        |              |        |         |
| Dobrudža                | 1 – 4  | FK Etăr      | 1 - 1  | 0 - 3   |
| 24 marzo/21 aprile 1993 |        |              |        |         |
| CSKA Sofia              | 10 – 2 | Haskovo      | 5 - 1  | 5 - 1   |
| Levski Sofia            | 8 – 4  | Sliven       | 6 - 2  | 2 - 2   |
| Botev Plovdiv           | 4 – 2  | Lokomotiv GO | 3 - 0  | 1 - 2   |

## Semifinali
| Squadra 1        | Totale | Squadra 2     | Andata | Ritorno |
| ---------------- | ------ | ------------- | ------ | ------- |
| 5/19 maggio 1993 |        |               |        |         |
| Levski Sofia     | 2 - 3  | Botev Plovdiv | 2 - 0  | 0 - 3   |
| FK Etăr          | 3 - 7  | CSKA Sofia    | 2 - 3  | 1 - 4   |

## Finale
| Arbitro: | Dimo Momirov |

|            |           |  |
| Metkov 10’ | Marcatori |  |